# Anselmo de Moraes
Anselmo de Moraes (São Paulo, 20 de fevereiro de 1989) é um futebolista brasileiro que atua como volante. Atualmente joga no Johor DT, da Malásia.

## Carreira

### Palmeiras
Revelado nas categorias de base do Palmeiras, em 2010 ganhou a primeira oportunidade na equipe principal e atuou em apenas duas partidas do Campeonato Paulista. Nos dois anos seguintes teve passagens, por empréstimo, por Grêmio Barueri e São Caetano para a disputa da Série B do Campeonato Brasileiro.

### Genoa
Foi contratado pelo Genoa em julho de 2012. O volante teve a companhia de outros dois jogadores brasileiros: o zagueiro Roger Carvalho, ex-Figueirense, e o atacante Zé Love, ex-Santos.

### Palermo
Em 2013 deixou o Genoa e assinou contrato com o Palermo até o final da temporada. A aquisição do brasileiro foi a primeira de várias contratações que o clube fez naquele ano para tentar escapar do rebaixamento.

### São Caetano
Após a passagem pelas duas equipes italianas, em julho de 2013 voltou a defender o São Caetano, clube que havia defendido no primeiro semestre de 2012, antes de transferir-se para a Europa.

### Joinville
Em 2014 assinou com o Joinville, que passou a ter 50% dos seus direitos econômicos. O volante firmou vínculo até o final de 2015.

### Internacional
Já no ano de 2016, assinou com o Internacional por três anos. A equipe do Inter desembolsou R$ 2,5 milhões para adquirir 70% dos direitos econômicos do novo reforço. O diretor de futebol do Joinville, João Carlos Maringá, também comentou sobre o assunto para a Rádio Grenal:
| “ | “Se jogar o que sabe, ele veste a camisa 5 ou até a 8 do Inter e não saí mais do time.” | ” |

### Sport
Em maio de 2017 foi emprestado ao Sport até o final da temporada. Posteriormente teve seu empréstimo renovado por mais um ano.

### Al Wehda
Após o destaque no clube pernambucano, em junho de 2018 foi contratado pelo Al Wehda, da Arábia Saudita.

## Seleção Nacional
Em 2009, ainda quando atuava pelas categorias de base do Palmeiras, foi convocado para a Seleção Brasileira Sub-20.

## Títulos
Joinville
- Campeonato Brasileiro - Série B: 2014

Internacional
- Recopa Gaúcha: 2017

Sport
- Campeonato Pernambucano: 2017
- Taça Ariano Suassuna: 2018